# Henri Modiano
Pour les articles homonymes, voir Modiano.
Henri Modiano, né le 28 février 1932 à Paris 9e et mort le 7 avril 2020 à Fort Lauderdale, est un homme politique français. Il est le fils de Vidal Modiano, président du CRIF.

## Mandats
- Député UDR de la 13e circonscription de Paris du 30 juin 1968 au 1er avril 1973. Il bat Pierre Cot en 1968. Il se représente en 1973 en candidat dissident et est battu au premier tour ; Gisèle Moreau le remplacera.